# Shola Ama
Shola Ama (nacida Mathurin Campbell el 18 de marzo de 1979 en Paddington, Londres) es una cantante inglesa que alcanzó su mayor éxito en 1997 con una versión de una canción de Randy Crawford llamada You might need somebody; escrita por Tom Snow y Nan O'Byrne y originalmente publicada en el álbum de Crawford Secret Combination 1981.
De ese mismo álbum Much love, esa canción, junto a You're the One I Love entraron en el top five en Reino Unido haciéndolo el álbum más exitoso de la cantante - 1 millón de copias.
Shola Ama ha sido nominada a varios premios; MOBO, Brit awards y junto a Harlem gospel choir ha cantando para el papa. Durante el ño 1999 y debido a las escasas ventas de su segunda álbum In Return, Shola Ama se vio envuelta en una depresión aumentada por las drogas y el alcohol. Para su tercer álbum - Supersonic decidió crear una distribuidora propia.

## Primeros años y carrera
Campbell nació en Paddington, Londres, hija de un padre blanco de herencia escocesa y austríaca, y madre oriunda de Santa Lucía y Dominica. Asistió a la Escuela Quintin Kynaston a principios de 1990. A los 15 años cantaba en una estación de metro de Hammersmith, y fue escuchada por Kwame Kwaten, un productor del sello discográfico FreakStreet. En 1995 y con un sello independiente desconocido lanzó un sencillo titulado Celebrate, que era una balada producida por D'Influencia. Aunque el sencillo no fue un éxito comercial, empezaba a conocerse a Shola Ama como artista. Cuando cumplió 16 años firmó un contrato discográfico con WEA.
El sencillo You're the one I love fue su primer sencillo para WEA en 1996, aunque apenas tuvo repercusión en las listas de éxito, solo llegó al puesto nº85.[cita requerida] Su segundo sencillo en WEA You might need somebody sigue siendo su mayor éxito. Esta versión de Randy Crawford alcanzó el puesto n.º 4 en las listas de éxito británicas. Se mantuvo en el top 40 durante casi 2 meses, convirtiéndose en uno de los mayores éxitos de 1997. Debido al éxito alcanzado con el sencillo anterior se publicó una reedición de You're the one I love que alcanzó el puesto n.º 3. A los 18 años Ama lanzó su álbum debut Much love 1997.
Por este álbum Ama ganó un premio Brit por «Mejor cantante femenina» y dos premios MOBO por «Mejor Artista Revelación» y «Mejor vocalista femenina».[cita requerida]

## In return
En 1999 Ama lanzó su segundo álbum llamado In return. El proyecto tuvo a los principales productores del momento Fred Jerkins III, Stargate, Shaun Labelle, Full Crew, D-Influencia productions y Ali Shaheed Muhammad (antes de A Tribe Called Quest) y como coautores incluyó a Angie Stone y Babyface con David Foster.
A pesar de que la discográfica inyectara una gran cantidad de capital el disco fue un fracaso comercial. Las ventas decepcionantes de In Return y una baja autoestima llevaron a Ama a una depresión en la que se vio envuelta con drogas y alcohol.[cita requerida] A finales de 2000 WEA, viendo las bajas ventas de In return y la prensa negativa acerca de su adicción a la bebida y a las drogas rescindió su contrato con la cantante. En consecuencia, Ama decidió hacer un descanso en cuanto a grabación musical se refiere.
En 2002 fue nombrada como una leyenda en la World Music Awards.[cita requerida]

## Post-World Music Awards career: Supersonic
En el 2003 volvió al estudio de grabación para su tercer álbum, Supersonic. Incapaz de obtener un contrato con una discográfica, decidió crear una distribuidora con Pony Canion.
En el 2004, cantó en respuesta al tema de Mario Winans I don't wanna know; You should really know.
En el 2007 se esperaba su cuarto álbum pero debido a que ninguna discográfica quería firmar con ella el proyecto quedó paralizado. Además también estaba guiando los pasos de su hermana Sadie Ama quien había firmado un contrato discográfico y de la que se esperaba disco para el 2010.
En abril del 2010, Shola fue de invitada con jurado para un grupo de chicas en el programa Pineapple Dance Studios. Debido a las críticas positivas ahora trabaja en otras producciones para televisión.
Shola Ama canta el nuevo sencillo de «Perempay & Dee» DJ play. La canción se publicó oficialmente en octubre del 2009 y pudo escucharse en la radio. Shola también ha cantado en una canción junto al rapero londinense Gigg Cut above the rest y luego en su álbum Let 'em have it en una canción llamada Blow 'em away. 
En 2013 se unió al proyecto musical Toddla T Sound liderado por el músico británico de electrónica Toddla T.

## Discografía

### Álbumes
1.Much love (1997) 4x Platinum, #6 UK, #21 FR
2.In return
(1999) Silver, #92 UK, #57 FR
- 1. Still believe
- 2. Imagine
- 3. Deepest hurt
- 4. Lovely affair
- 5. Run to me
- 6. My heart
- 7. Everything
- 8. Can't have you
- 9. This time next year
- 10. Surrender
- 11. That thing
- 12. Return
- 13. He don't know
- 14. Queen for a day
- 15. Superficial fantasy
- 16. Can't go on
- 17. Keepin' it real (solo en algunas ediciones)
- 18. Still believe (Stargate Mix)

3.Supersonic
(2002) Gold (Japan only), #126 FR
- 1. Emancipation (I'm back)
- 2. My future
- 3. Sym4ony" feat Danny K
- 4. U and me
- 5. This I promise u
- 6. Here on earth
- 7. Electro high (Supersonic)
- 8. My name is.....(break)
- 9. Blood from a stone
- 10. B 2Getha
- 11. Like 2 watch (canción extra)
- 12. Granny's yard (canción extra)
- 13. This I promise u (Phatboy Remix) (canción oculta)

4.Written in my history

### Singles
| Año  | Título                                                                        | Lista de ventas | Lista de ventas | Lista de ventas | Lista de ventas | Lista de ventas | Álbum                                                               |
| Año  | Título                                                                        | UK              | IR              | RIANZ           | NL              | FR              | Álbum                                                               |
| ---- | ----------------------------------------------------------------------------- | --------------- | --------------- | --------------- | --------------- | --------------- | ------------------------------------------------------------------- |
| 1995 | Celebrate                                                                     | —               | —               | —               | —               | —               | Much love                                                           |
| 1996 | You're the one I love                                                         | 85              | —               | —               | —               | —               | Much love                                                           |
| 1997 | You might need somebody                                                       | 4               | 9               | 8               | 8               | 10              | Much love                                                           |
| 1997 | You're the one I love (reedición)                                             | 3               | —               | 45              | 93              | 81              | Much love                                                           |
| 1997 | Who's loving my baby                                                          | 13              | —               | —               | —               | —               | Much love                                                           |
| 1998 | Much love                                                                     | 17              | —               | —               | —               | —               | Much love                                                           |
| 1998 | Someday I'll find you (con Craig Armstrong)                                   | 28              | —               | —               | —               | —               | Doble cara A con 've been to a wonderful party de The Divine Comedy |
| 1999 | Taboo (Glamma Kid con Shola Ama)                                              | 10              | —               | 22              | 26              | —               | Solo sencillo                                                       |
| 1999 | Still believe                                                                 | 26              | —               | —               | —               | —               | In return                                                           |
| 2000 | Imagine                                                                       | 24              | —               | —               | —               | —               | In return                                                           |
| 2001 | Mai più (Sottotono con Shola Ama)                                             | —               | —               | —               | —               | —               | Sotto lo stesso effetto de Sottotono                                |
| 2002 | This I promise you                                                            | —               | —               | —               | —               | 9               | Supersonic                                                          |
| 2002 | Symphony (con Moïse)                                                          | —               | —               | —               | —               | 53              | Supersonic                                                          |
| 2004 | You should really know (The Pirates con Enya, Shola Ama, Naila Boss & Ishani) | 8               | 25              | —               | —               | 49              | Solo sencillo                                                       |
| 2009 | DJ play (Perempay & Dee con Shola Ama)                                        | —               | —               | —               | —               | —               | Solo sencillo                                                       |
| 2009 | Cut above the rest (Giggs con Shola Ama)                                      | —               | —               | —               | —               | —               | Solo sencillo                                                       |
| 2010 | Blow 'em away (Giggs con Shola Ama)                                           | —               | —               | —               | —               | —               | Let 'em have it de Giggs                                            |
| 2011 | Take It Back (Toddla T con Shola Ama & J2K)                                   | 59              | —               | —               | —               | —               | Watch Me Dance de Toddla T                                          |